# زاك غراهام
زاك غراهام (بالإنجليزية: Zach Graham)‏ مواليد 28 مارس 1989 في سواني، هو لاعب كرة سلة أمريكي. بدأ مسيرته الاحترافية في سنة 2011. يلعب في الدوري الفنزويلي لكرة السلة. يحمل الرقم 32. يبلغ طوله 6 قدم 5 بوصة (2.0 م).

## المسيرة الاحترافية
لعب مع ماليي ميلي بيانقو في موسم 2012–2013، ثم لعب مع بروجوس دي جواياما في سنة 2015، ثم لعب مع سي بي إستوديانتس في الدوري الإسباني في سنة 2015.

## روابط خارجية
- زاك غراهام على موقع الدوري الإسباني لكرة السلة (الإسبانية)
- زاك غراهام على موقع كرة السلة الأوروبية.كوم (الإنجليزية)
- زاك غراهام على موقع كلية كرة السلة في سبورتس رفرنس.كوم (الإنجليزية)
- زاك غراهام على موقع ريلجم (الإنجليزية)
- زاك غراهام على موقع بروبوليرز (الإنجليزية)
- زاك غراهام على موقع سبورتس رفرنس (الإنجليزية)
- زاك غراهام على موقع سبورتس رفرنس (الإنجليزية)